# Казангап Тлепбергенулы
Казанга́п Тлепберге́нулы (каз. Қазанғап Тілепбергенұлы, 1854—1921) — казахский кюйши и композитор.

## Биография
Казангап Тлепбергенулы родился и вырос в местечке Акбауыр на западе Аральского моря (совр. Шалкарский район, село Бегимбет Актюбинской области). Был родом из рода кырыксадак племени шанышкылы Старшего жуза.
Казангап с детства был известен своим пристрастием к музыке и заметивший это его отец изготовил для сына домбру. Первый кюй «Гнедой конь» был создан им в 1875 году. Впоследствии Казангап выступал во многих уголках казахской земли и встречался с множеством народных композиторов и исполнителей.
Кюи Казангапа посвящены человеческому достоинству, лирическим переживаниям, животному миру. В некоторых из них («Окопы», «Остался в народе», «Айтыс», «Моя эпоха», «Красный караван», «Учитель», «Красная юрта») отображены события 1916—1917 годов.
Казангап скончался в 1921 году. Долгое время расположение его могилы было неизвестно. Место погребения было установлено в ходе поисков в 1989—1990 годах, оно находится в Бегимбетском сельском округе Шалкарского района, в 4—5 км от села Коскак, возле зимовья Акбауыр.
Музыкальные произведения Казангапа вошли в репертуар Государственного оркестра казахских народных инструментов и используются современными казахскими композиторами и музыкантами. По словам его ученика Кадирали Ержанова, Казангап является автором 124 кюев.

## Память
В честь Казангапа названы улицы в городах Актобе и Шалкар. Его именем были названы: Кызылординский музыкальный колледж и Детская школа искусств в Актобе, которая была открыта в честь 150-летия со дня рождения композитора.